# کریم‌آباد (سیلوانه)
کریم‌آباد روستایی در دهستان ترگور بخش سیلوانه شهرستان ارومیه استان آذربایجان غربی ایران است.

## جمعیت
بر پایه سرشماری عمومی نفوس و مسکن در سال ۱۳۹۵ جمعیت این روستا ۲۶ نفر (۷خانوار) بوده‌است.